# Sonoma konkoworum
Sonoma konkoworum är en skalbaggsart som beskrevs av Chandler 2003. Sonoma konkoworum ingår i släktet Sonoma och familjen kortvingar. Inga underarter finns listade i Catalogue of Life.